# Urnieta
Urnieta é um município da Espanha, na província de Guipúscoa, no País Basco. Tem 22,4 km² de área e em 2021 tinha 6 197 habitantes (densidade: 276,7 hab./km²). Limita com os municípios de Hernani, Lasarte-Oria, Andoain e Elduain.
Destaca-se a produção de sidra.